# جعفرلی بالا
جعفرلی بالا (به ترکی آذربایجانی: Bala Cəfərli) یک منطقهٔ مسکونی در جمهوری آذربایجان است که در شهرستان قزاق واقع شده‌است.